# Egges teater
Egges teater var den första teatern i Norrköping och Sveriges tredje äldsta teater efter Björngårdsteatern (1640) och Stora Bollhuset (1667). Den var aktiv 1762–1798.
Egges teater invigdes år 1762. Huset låg i stadens centrum mellan slaktarhuset och Hedvigs kyrka i närheten av Saltängsbron över Motala ström, grundad av källarmästaren Johan Ulric Egge (cirka 1730–1795).  
Det var en så kallad "teaterlada", en trärektangel, 7 meter bred, 18 meter lång, med logerna Premier-loge, Second och galleriet, där man ofta stod. Den låg i närheten av Egges övriga nöjesetablissemang: källaren, trädgården och läsesalongen.
Där hölls konserter, vaxkabinett, akrobatik, man kunde se dresserade björnar och serveras sprit. De skådespelare som uppträdde här var, liksom i alla städer utom Stockholm och Göteborg, inte någon fast ensemble utan kringresande teatersällskap.  
Teatern invigdes av Seuerlingske Comoedie-Trupp, som sedan ofta besökte staden: de noteras ha uppträtt där 1762, 1765, 1782, 1792 och 1795. 
Det var på Egges teater som det nordiska uruppförandet av Shakespeares Romeo och Julia ägde rum den 5 augusti 1776. Pjäsen uppfördes av  Seuerlingske Comoedie-Trupp, och Julia tros ha spelats av Margareta Seuerling. I Norrköpings Weko-Tidningar kunde man då läsa:
På måndagen som är den 5 augusti uppföres av svenska komedietruppen, det nya och allt för präktiga borgerlige sorge-spel som, kallat Romeo och Julia: som är i sitt ämne ett ibland de vackraste som någonsin blivit uppfört på svensk teater....
Norrköping var en teaterintresserad stad. 1791 fick staden ytterligare en teater, Dahlbergska teatern. År 1795 inträffade en skandal på Egges teater, när Marseljäsen sjöngs under ett uppträdande av Johan Peter Lewenhagens teatersällskap,  vilket ledde till att stadens två teatrar stängdes för flera år framåt. År 1798 ersattes båda två med Saltängsteatern.